# Pollard (Alabama)
Pollard es un pueblo ubicado en el condado de Escambia en el estado estadounidense de Alabama. En el censo de 2000, su población era de 120.

## Demografía
En el 2000 la renta per cápita promedia del hogar era de $ 26.875$, y el ingreso promedio para una familia era de 28.750$. El ingreso per cápita para la localidad era de 11.410$. Los hombres tenían un ingreso per cápita de 41.250$ contra 17.813$ para las mujeres.

## Geografía
Pollard está situado en 31°1′38″N 87°10′20″O / 31.02722, -87.17222 (31.027340, -87.172342).
Según la Oficina del Censo de los EE. UU., la ciudad tiene un área total de 1.11 millas cuadradas (2.89 km²).